# 小勒弗勒山

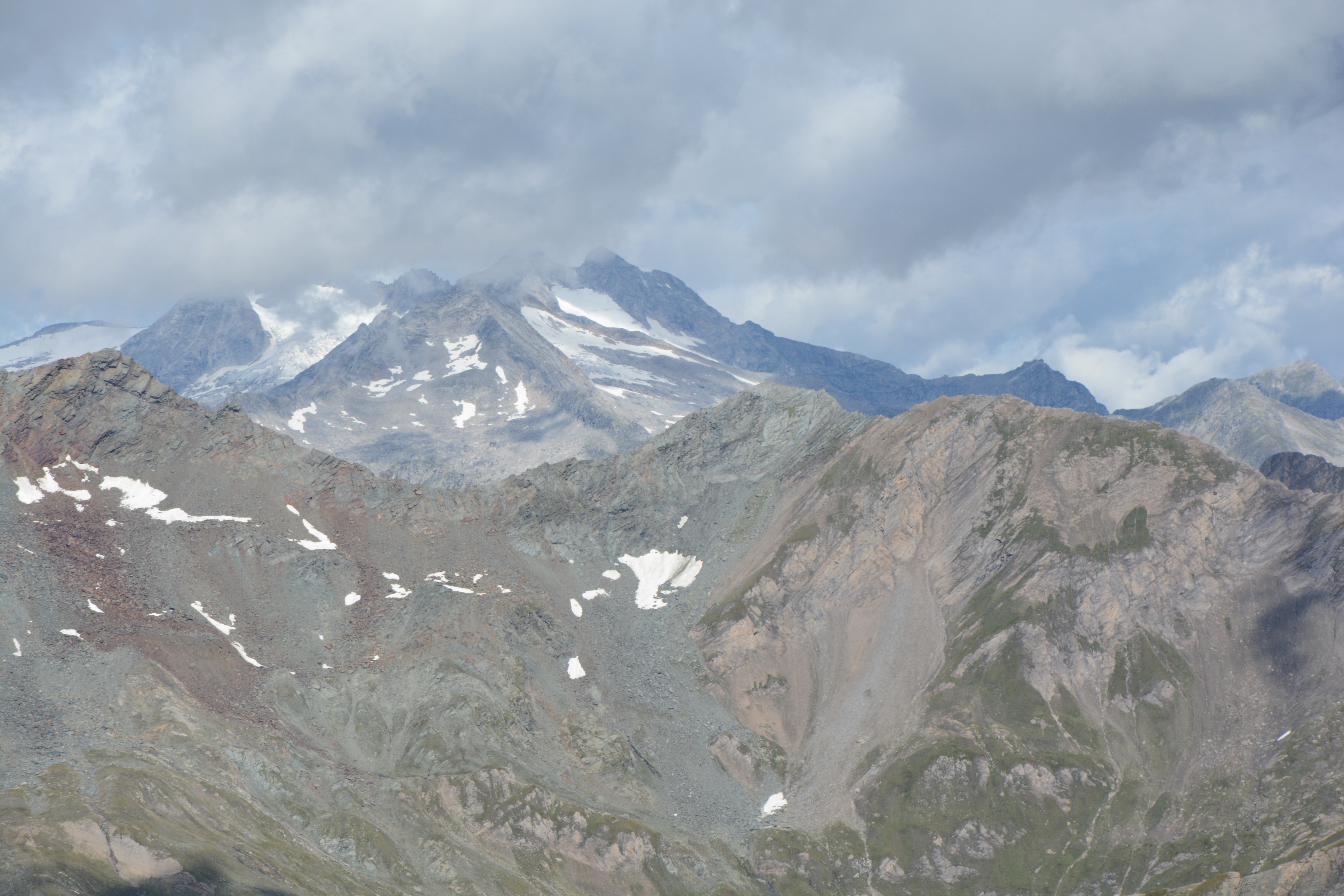

47°01′25″N 12°10′25″E / 47.023695°N 12.173690°E
小勒弗勒山（德語：Kleiner Löffler），是中歐的山峰，位於奧地利和意大利接壤的邊境，屬於維內迪傑山脈的一部分，海拔高度3,045米，人類在1904年首次登頂，每年平均降雨量1,874毫米。